# 小行星24641
小行星24641（24641 Enver）是一颗绕太阳运转的小行星，为主小行星带小行星。该小行星于1983年9月1日发现。

## 轨道参数
小行星24641的轨道半长轴为2.4436220 UA，离心率为0.172。